# イーネット・ジャパン
株式会社イーネット・ジャパン (E-net Japan Corporation) は、家電販売専門のインターネットショップ（ECサイト）「いーでじ!!」を運営した企業。
家電量販店ノジマの子会社として設立されたが、現在は同社に吸収合併され、イーネット・ジャパン事業部としてノジマの通販部門を扱う。

## 沿革
- 2000年 - 設立。
- 2004年 - 大阪証券取引所ヘラクレスに上場。
- 2008年10月1日 - ノジマに吸収合併される。

## ECサイト（電子商取引）
インターネット及びモバイルのサイトを通じたDVDソフト・AV・パソコン関連・家電・ゲームソフト・音楽CD・カー商品等の販売を展開する。
楽天市場店は2005年まで「楽天 ショップ・オブ・ザ・イヤー」の総合グランプリを5年連続で獲得した。
現在のノジマオンラインは、メールアドレスのドメイン名「enet-japan.com」やTwitterのユーザー名「@ENETJP」にイーネット・ジャパンが運営していた名残がある。